# Мамасалиев, Холдар
Холда́р Мамасали́ев (узб. Холдор Мамасолиев); 1908 год, село Ак-Коргон — 1976 год, село Сакалды, Ленинский район, Ошская область) — хлопковод, звеньевой колхоза имени Сталина Ленинского района Джалал-Абадской области, Киргизская ССР. Герой Социалистического Труда (1948).

## Биография
Родился в ноябре 1908 года в селе Ак-Коргон (ныне — село Сакалды, Ноокенский район Джалал-Абадской области) в крестьянской семье, по национальности узбек.
Рано лишившись родителей, молодой Холдар работал у богачей по найму, батрачил. Участвовал в организации колхозного движения на территории современного Ноокенского района Кыргызстана. С 1930 года трудился хлопководом в колхозе имени Сталина Ленинского района. С началом Великой Отечественной войны, одним из первых ушёл воевать на фронт. Участвовал в Великой Отечественной войне.
После демобилизации возвратился в Киргизию, где продолжил трудиться в колхозе «Коммунизм» Ленинского района. Возглавлял хлопководческое звено.
До войны набравший богатый опыт выращивания хлопка, Х. Мамасалиев вместе с членами звена обработал 3 гектара земли навозом домашнего скота, организовал примерное ухаживание за саженцами, положил основу для хорошего урожая. 1947 год для его звена стал годом кровопотливой работы. Результаты работы дали невиданный урожай, сбор хлопка-сырца продолжался до первых снегов. До конца сентября было выполнено государственное задание, последующие два месяца было собрано с гектара по 89,3 центнера белого золота с каждого гектара на участке площадью 3 гектаров и сдано в закрома почти 27 тонны хлопка-сырца. В следующем году сбор урожая с площади 6 гектаров участка достиг 73 центнера с гектара. Указом Президиума Верховного Совета СССР от 26 марта 1948 года он был удостоен звания Героя Социалистического Труда. Когда на грудь прикрепили орден Ленина и золотую звезду Героя, ему исполнилось 40 лет. Он прожил всего 68 лет, из них 32 года работал в колхозе «Коммунизм» поливщиком, звеньевым, бригадиром.
С 1968 года — персональный пенсионер союзного значения.
После выхода на пенсию проживал в селе Сакалды Ноокенского района, где скончался в 1976 году.
Награды
- Герой Социалистического Труда (26.02.1948)
- Орден Ленина